# Chlorek rutenu(III)
Chlorek rutenu(III), RuCl3 – nieorganiczny związek chemiczny z grupy chlorków, sól kwasu solnego i rutenu na III stopniu utlenienia.
Występuje w dwóch odmianach: α-RuCl3 krystalizujący w postaci czarnych, błyszczących kryształów, nierozpuszczalny w wodzie i alkoholach oraz β-RuCl3 tworzący ciemnobrązowe, kłaczkowate, heksagonalne kryształy, rozpuszczalne w alkoholach. Odmiany te można otrzymać ogrzewając ruten w strumieniu tlenku węgla z chlorem w temperaturze, odpowiednio 600–700 °C i 330–340 °C.
Dostępny komercyjnie tzw. „uwodniony chlorek rutenu(III)” (RuCl3·xH2O) jest w rzeczywistości mieszaniną różnych związków rutenu (głównie na IV stopniu utlenienia), także związków koordynacyjnych, jak np. H3[Cl3Ru(μ-OH)3RuCl3] i H3[Cl3Ru(μ-OH)2(μ-O)RuCl3]. Jest on częstym odczynnikiem przy otrzymywaniu nieorganicznych i metaloorganicznych związków rutenu, m.in.Ru3(CO)12, Ru(acac)3, [Ru(NH3)6]Cl2, Ru(bpy)2Cl2.